# República de Mahabad

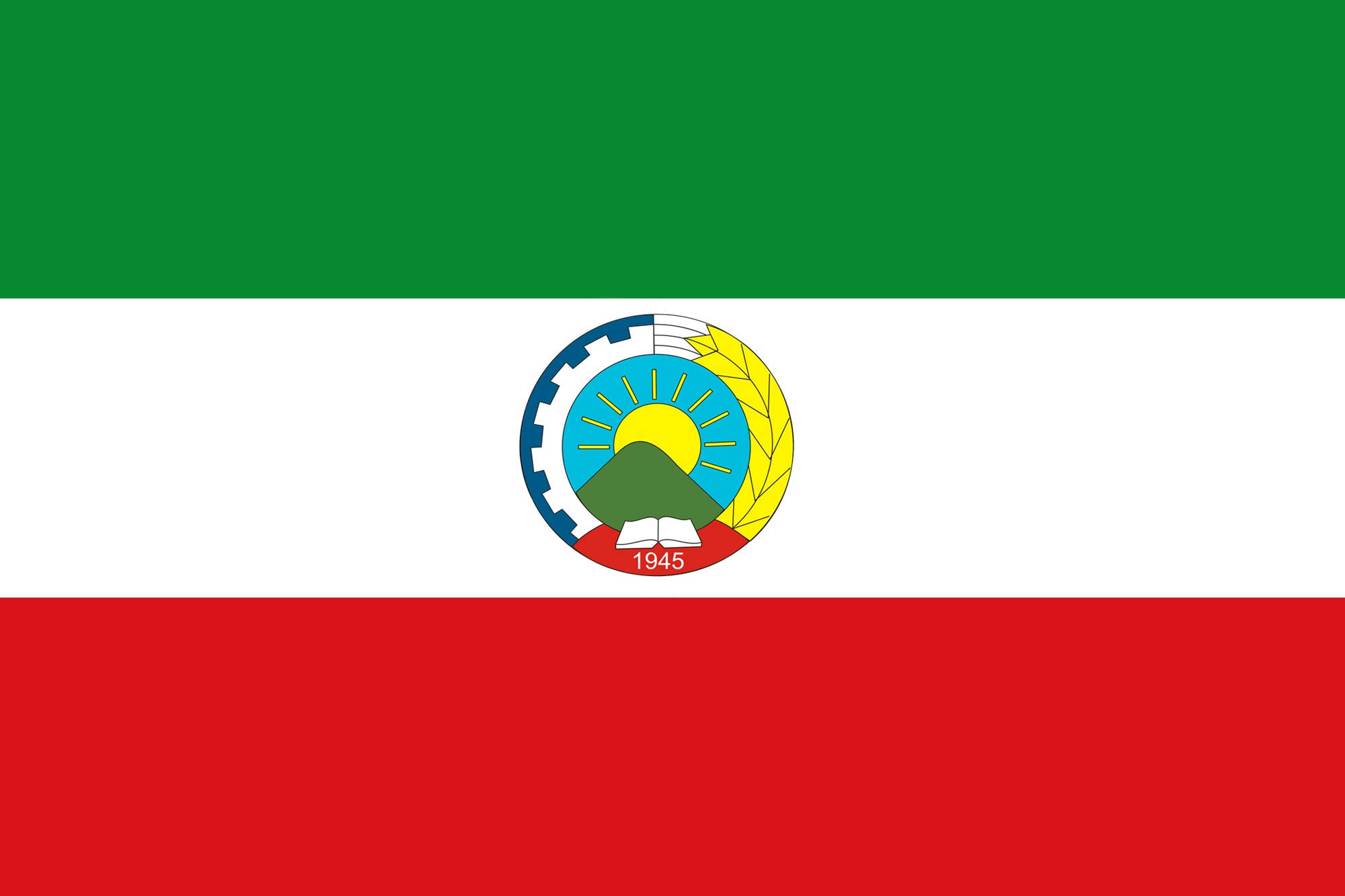
Bandera civil

La República de Kurdistan (kurd: Komarî Kurdistan), coneguda generalment com a República de Mahabad (kurd: کۆماری مەھاباد, Komarî Mehabad; persa: جمهوری مهاباد), fou un govern república autònom, que va establir l'autonomia kurda dins els seus límits. La capital era la ciutat de Mahabad o Mehabad. El territori de l'estat era relativament petit i format pels territoris a l'oest del llac Urmia fins a la frontera amb la Unió Soviètica, i al sud del llac amb Mahabad, Piranshahr, Sardasht, Bujkan i algunes altres ciutats. La fundació de la república fou part de la crisi de l'Iran en acabar la II Guerra Mundial i començar la guerra freda.

## Antecedents
L'Iran fou envaït pels aliats a finals d'agost de 1941, amb els soviètics controlant el nord. A falta d'un govern central, els soviètics intentaven estendre la seva influència a l'Iran nord-occidental i promovien el nacionalisme kurd i àzeri. D'aquests factors resultà un manifest kurd que reclamava l'autonomia i l'autogovern per als kurds a l'Iran dins dels límits de l'estat.
La ciutat de Mahabad estava habitada principalment per kurds, i un comitè de gent de classe mitjana a la qual donaven suport els caps tribals i religiosos, agafaven el control de l'administració local. Es va formar un partit polític anomenat Societat per al Renaixement del Kurdistan (Komeley Jiyanewey Kurdistan) i Qazi Muhammad, cap d'una família de juristes religiosos, fou elegit com a president del partit. Qazi i la seva gent va administrar la zona entre 1942 i 1945 amb una eficiència notable.

## Actitud soviètica
Els soviètics eren generalment ambivalents cap a l'administració kurda. No mantenien guarnició prop de Mahabad, que quedava entremig de la zona soviètica i la zona britànica, i tampoc no tenien cap agent civil, almenys amb una durada suficient per exercir qualsevol influència. Fomentaven l'administració de Qazi amb activitats com facilitar el transport de motor quan feia falta; mantenia allunyat a l'exèrcit iranià, i comprava la totalitat de la collita de tabac. D'altra banda als soviètics els molestava profundament la negativa de l'administració kurda a ser absorbida dins la república democràtica de l'Azerbaidjan. També s'oposaven a la declaració d'una república kurda independent separada.

## Fundació
El setembre de 1945, Qazi Muhammad i altres líders kurds van visitar Tabriz per buscar el suport del cònsol soviètic per fundar una nova república, i foren redirigits a Bakú, capital de la República Socialista Soviètica de l'Azerbaidjan. Allà, s'assabentaven que el Partit Democràtic de l'Azerbaidjan (iranià) estava planejant prendre el control de l'Azerbaidjan Iranià. El 10 de desembre, el Partit Democràtic agafava el complet control de la província de l'Azerbaidjan Oriental i expulsava a les forces iranianes, formant el govern popular de l'Azerbaidjan. Qazi Muhammad decidia fer el mateix, i el 15 de desembre es formava el govern popular kurd. El 22 de gener de 1946 Qazi Muhammad proclamava la república del Kurdistan a Mahabad. Alguns dels seus objectius inclosos al manifest, eren:
- Autonomia per als kurds iranians dins de l'estat iranià.
- L'ús del kurd com el medi d'educació i llengua de l'administració.
- L'elecció d'un consell provincial perquè Kurdistan supervisara matèries estatals i socials.
- Tots els oficials estatals haurien de ser d'origen local.
- Unió i fraternitat amb el poble de l'Azerbaidjan
- L'establiment d'una llei única tant per camperols com per a notables.

## Final
El 26 de març de 1946, a causa de pressió dels poders occidentals com els Estats Units, els soviètics prometien el govern iranià que es retirarien fora de l'Iran nord-occidental. El juny, l'Iran reafirmava el seu control sobre Azerbaidjan iranià. Aquest moviment aïllava la República de Mahabad, i finalment el conduïa a la seva destrucció.
La República de Mahabad depenia de suport soviètic. Archibald Bulloch Roosevelt Jr, net de l'anterior President americà Theodor Roosevelt escrivia a "La República kurda de Mahabad" que el problema principal de la República Popular de Mahabad era que el kurds necessitava l'ajuda de l'URSS; només amb l'Exèrcit Roig tenien una oportunitat. Tanmateix, aquesta relació amb l'URSS alienava la república de la majoria dels poders occidentals i els posava al costat de l'Iran. Qazi Muhammad no negava que la seva república fou fundada i abastida pels soviètics, però negava que el Partit Democràtic del Kurdistan o la Societat pel Renaixement del Kurdistan fossin partits comunistes. Afirmava que això era una mentida fabricada per les autoritats militars iranianes, i afegia que els seus ideals eren molt diferents dels soviètics.
El suport intern de Qazi Muhammad finalment declinava, especialment entre les tribus kurdes que li havien donat suport inicialment. S'estaven reduint les seves collites i els subministraments, i el seu mitjà de vida s'estava tornant a dur com a resultat de l'aïllament. L'ajut econòmic i militar de la Unió Soviètica havia desaparegut ara, i les tribus no veien cap raó per donar suport a Qazi Muhammad. Moltes tribus començaven a marxar. La gent de les ciutats i les tribus es van dividir entre elles, i la seva aliança per una república de Mahabad s'estava esmicolant. Les tribus i els seus líders només havien donat suport a Qazi Muhammad per l'ajut econòmic i militar que obtenia de la Unió Soviètica. Una vegada que això deixava de funcionar pocs veien la utilitat de quedar-se amb Qazi Muhammad. A més estaven molestos amb una de les tribus, els barzanis, procedents de l'Iraq i dels que no els agradava la participació en la república, repartint els recursos amb ells. Una part dels kurds desertava Mahabad, incloent-hi un dels propis mariscals de la república, Amir Khan. Mahabad estava econòmicament arruïnada, i hauria estat gairebé impossible que hagués sobreviscut econòmicament sense harmonia amb l'Iran.
El 5 de desembre de 1946 el consell de guerra deia a Qazi Muhammad que lluitarien i resistirien a l'exèrcit iranià si aquest intentava entrar a la regió. El 15 de desembre, les forces iranianes atacaven i ocupaven Mahabad. Una vegada allà, tancaven la impremta kurda, prohibien a l'ensenyament de la llengua kurda, i cremaven tots els llibres kurds que van trobar. Finalment, el 31 de març de 1947, Qazi Muhammad era penjat a Mahabad sota càrrec de traïció. Els barzanis manats per Mustafà Barzani van passar a Narzan (Iraq) després a territori turc per entrar altre cop a la república de Mahabad a la zona a l'oest del llac Urmia que els perses encara no havien consolidat, derrotant els intents iranians d'aturar la seva marxa, arribant finalment, al cap de cinc setmanes, a la Unió Soviètica.

## Seqüeles
L'octubre de 1958, Mustafa Barzani retornava a l'Iraq, i el 1961 iniciava una guerra que va durar fins al 1975. Va morir el 1979 i el va succeir el seu fill Masud Barzani, nascut a Mahabad durant l'efimera república, que va seguir la lluita i va prendre el control de part del Kurdistan el 1991, el va administrar conjuntament fins al 1994 i va dirigir dues províncies (l'anomenat Kurdistan Herwer) del 1994 al 2005 quan fou designat president de Kurdistan Iraquià.